# Hilisataro
Hilisataro is een bestuurslaag in het regentschap Nias Selatan van de provincie Noord-Sumatra, Indonesië. Hilisataro telt 1873 inwoners (volkstelling 2010).